# Hans-Ulrich Blaser
Hans-Ulrich Blaser (* 30. Juni 1943 in Bischofszell) ist ein Schweizer Chemiker (Organische Chemie).
Er wuchs in Bischofszell und Langnau auf und legte die Maturitätsprüfung C 1962 an der Kantonsschule Frauenfeld ab. Blaser studierte an der ETH Zürich mit dem Diplom-Abschluss 1966 und wurde bei Albert Eschenmoser 1971 promoviert (Herstellung und Eigenschaften eines metallfreien Corrin-Derivates). Als Post-Doktorand war er an der University of Chicago, der Harvard University und bei Monsanto in Zürich. Ab 1976 war er in den Forschungslaboratorien von Ciba-Geigy, wo er die Abteilung Katalyse aufbaute. Er ist seit deren Gründung Chief Technology Officer (CTO) von Solvias AG in Basel.
Er befasst sich mit metallorganischer und asymmetrischer (enantioselektiver) organischer Katalyse zum Beispiel bei Hydrierungsreaktionen. Damit gelang ihm bei Ciba-Geigy die industrielle Synthese des Herbizids Metolachlor.
2009 erhielt er den Horst-Pracejus-Preis und 2010 den Paul N. Rylander Award der Organic Reactions Catalysis Society (ORCS).

## Schriften
- Herausgeber mit Hans-Jürgen Federsel Asymmetric Catalysis on Industrial Scale: Challenges, Approaches and Solutions, Wiley-VCH, 2. Auflage 2010 (1. Auflage mit E. Schmidt 2004), ISBN 978-3-527-30631-2, doi:10.1002/3527602151
- mit Matthias Beller: Organometallics as Catalysts in the Fine Chemical Industry, Springer Verlag 2012, ISBN     978-3-642-44258-2, doi:10.1007/978-3-642-32833-6